# チリ急進党
チリ急進党（チリきゅうしんとう、スペイン語: Partido Radical de Chile）は、チリの中道左派政党。1990年～2010年まで与党の座を維持していた政党連合「コンセルタシオン・デモクラシア」（民主主義のための政党盟約）以来、2021年に結成された「民主社会主義」まで、一貫して中道左派の政党連合に所属している。

## 概要
1994年に急進党 Partido Radical（PR）とチリ社会民主党 Partido Socialdemócrata de Chile（PSd）が合併して結成された。急進党は1863年に結成されたチリの最も歴史ある政党の一つであり、4人の大統領を出すなどかつては有力政党の一つであった。チリ社会民主党は1971年に急進党の左派が離党して成立した政党である。急進党は1937年、社会党・共産党とともに人民戦線を結成し政権を獲得したが、1948年にはアメリカ合衆国の圧力に屈して共闘していた共産党を突然非合法化（1948年～1958年）した。その後キリスト教民主党や社会党、共産党の勢力拡大の狭間で急進党の党勢は次第に縮小し、特にサルバドール・アジェンデ政権下でアジェンデ支持派と反対派に分裂したことで得票は激減した。17年間の軍政時代を経た民政復帰後も急進党への支持は回復せず、社会民主党と合併した後も得票率は5%以下の小党に留まっている。社会主義インターナショナル加盟。